# Municipalità di Burwood
La municipalità di Burwood è una local government area che si trova nel Nuovo Galles del Sud. Si estende su una superficie di 7 chilometri quadrati e ha una popolazione di 33.803 abitanti. La sede del consiglio si trova a Burwood.